# Niżnia Bździochowa Brama
Niżnia Bździochowa Brama, także Niżnia Upłazowa Brama lub krótko Niżnia Brama (słow. Nižná brána, Dolná Bždžochova brána, Medvedia lávka, Dolná brána, niem. Untere Pforte, węg. Alsó Kapu) – wąska przełęcz znajdująca się na wysokości ok. 1915 m w środkowej części zachodniej grani Bździochowej Grani w słowackich Tatrach Wysokich. Na wschodzie sąsiaduje ze Bździochową Kopą, natomiast na północny zachód od przełęczy znajduje się Żółta Czuba. W grani opadającej na przełęcz ze Bździochowej Kopy położone są dwa wzniesienia o wysokościach (od wschodu) ok. 1990 i ok. 1960 m.
Stoki południowo-zachodnie opadają z grani do Doliny Czarnej Jaworowej. W kierunku Czarnego Stawu Jaworowego zbiega spod przełęczy długi żleb. Jego górne partie są trawiaste, środkowe skaliste, dolne znowu porośnięte trawą. Na lewo od tego żlebu znajduje się drugi, o wiele węższy. Po stronie północno-wschodniej do Doliny Kołowej zbiega z Niżniej Bździochowej Bramy piarżysty żleb, który w górnych partiach przekształca się w wąski, stromy komin wyrzeźbiony w kruchych skałach. Wylot tego żlebu znajduje się sporo poniżej Kołowego Stawu.
Na przełęcz nie prowadzą żadne szlaki turystyczne, jednak stanowi ona dobre połączenie pomiędzy sąsiednimi dolinami. Najdogodniejsze drogi dla taterników wiodą od Czarnego Stawu Jaworowego oraz z Doliny Kołowej stokami Żółtej Czuby, trasy wprost żlebami są nieco trudniejsze. Zimą najłatwiejsza jest droga żlebem z Doliny Kołowej.

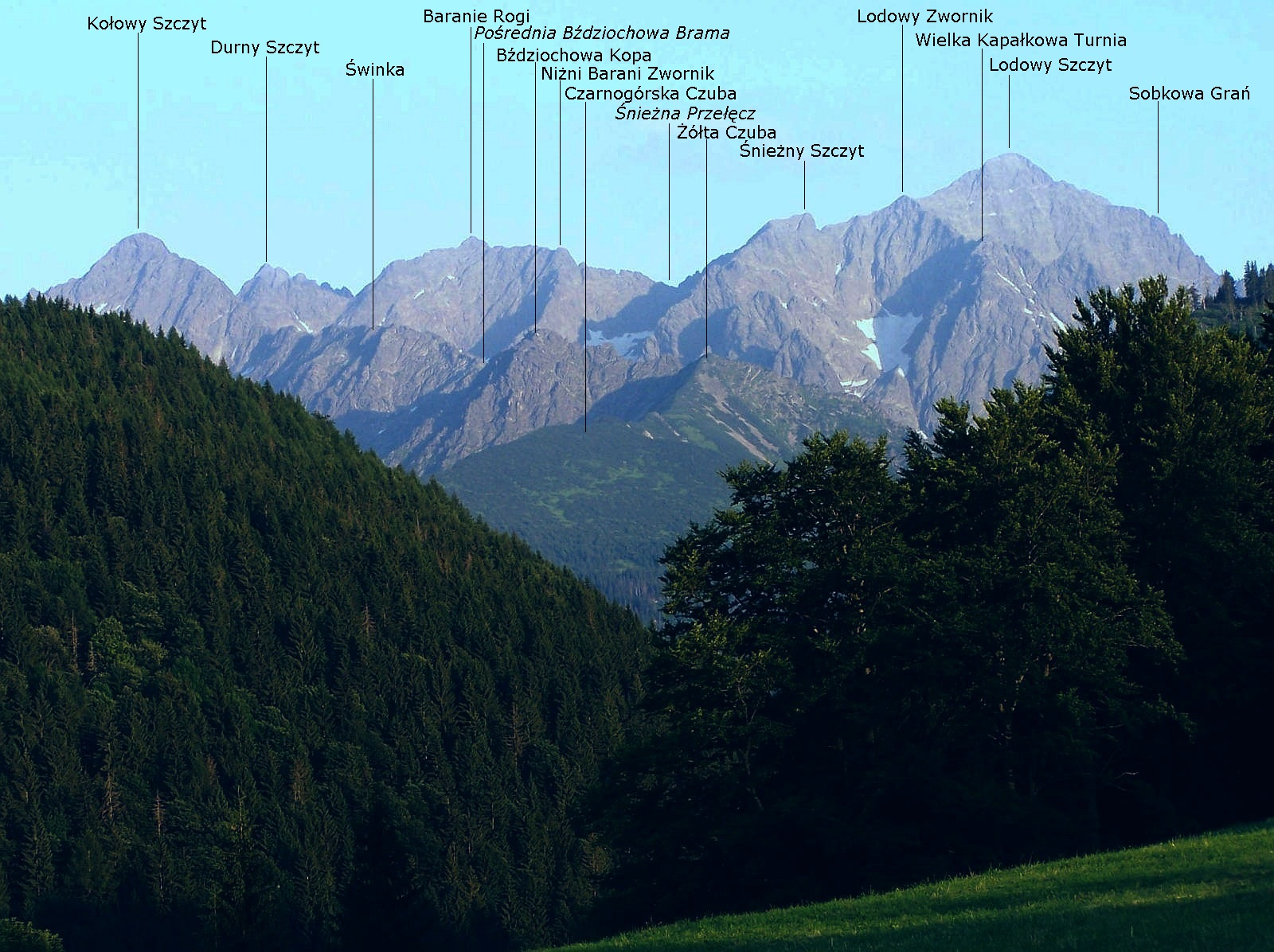
Niżnia Bździochowa Brama między podpisanymi Bździochową Kopą i Żółtą Czubą

Przełęcz od dawna była uczęszczana przez myśliwych, pasterzy i poszukiwaczy złota. Pierwsze potwierdzone wejścia:
- letnie – Alfréd Grósz, Edwin Kehler i Oskar Knott, 7 lipca 1942 r., przy przejściu granią,
- zimowe – Jozef Kováčik i Arno Puškáš, 14 lutego 1953 r.[1]

Nazwa Niżnia Upłazowa Brama jest używana przez autorów atlasu satelitarnego Tatr – powstała jako konsekwencja przemianowania całej Bździochowej Grani na Upłazową Grań.